# Sloe

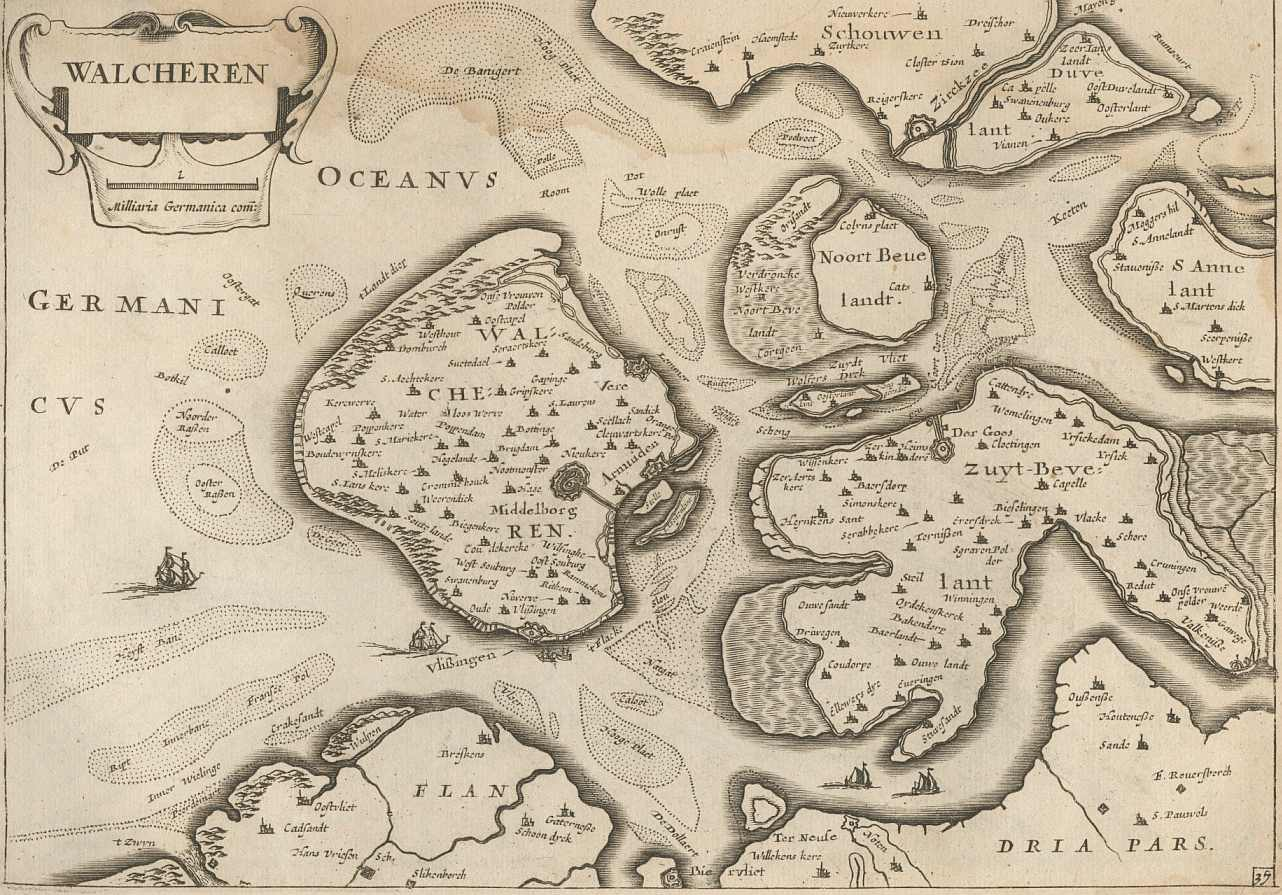
Situatie in 1696.

Het Sloe is een voormalig vaarwater tussen Walcheren en Zuid-Beveland in de provincie Zeeland. Het vormde eertijds de verbinding tussen het Veerse Gat en de Zandkreek aan de noordzijde en de Honte of Westerschelde aan de zuidzijde.

## Ontstaansgeschiedenis
De oudste vermelding van de naam Sloe stamt uit circa 1630. Het vaarwater bestond al veel langer onder de naam Jonker Fransgat (ook: Jonker Fransengat), genoemd naar Frans van Brederode die in 1488 met een vloot van 48 schepen deze stroom bevoer ter voorkoming dat hij Arnemuiden moest passeren en daarmee de bevaarbaarheid van deze geul voor het eerst aantoonde. Het vaarwater was eeuwenlang een belangrijk knooppunt in de scheepvaartverbindingen in Zeeland. Door verzanding en bedijking van omliggende schorren nam de betekenis van het Sloe in de negentiende eeuw langzaam af.

## Sloedam
In 1871 werd het Sloe door midden gedeeld als gevolg van de aanleg van de Sloedam, sindsdien is er sprake van het Noord-Sloe en van het Zuid-Sloe. Aan beide zijden van de Sloedam vond aanslibbing plaats.

## Noord-Sloe
In het Noord-Sloe werden twee polders ingedijkt, die later weer verloren gingen: de Bastiaan de Langepolder (1847-1897) en de Calandpolder (1857-1901). Na de aanleg van de Zandkreekdam en de Veerse Gatdam en het ontstaan van het Veerse Meer is het Noord-Sloe onderdeel geworden van het recreatiegebied langs dit meer. Het gebied dat voorheen als Noord-Sloe bekendstond is nu nog herkenbaar als jachthaven Oranjeplaat bij Arnemuiden, camping 'De Witte Raaf', een bungalowpark en een terrein voor dagrecreatie.

## Zuid-Sloe
Ook in het Zuid-Sloe werden twee polders ingedijkt: de Quarlespolder (1949) en de zogenaamde Nieuwe Polder (1962). De omvang van deze laatste polder werd aanzienlijk minder dan oorspronkelijk bedacht, omdat men inmiddels had besloten het resterende deel van het Zuid-Sloe om te vormen tot het haven- en industriegebied Vlissingen-Oost, dat tussen 1961 en 1964 gerealiseerd werd.

## Gemeentelijke herindeling
Het Sloe lag in de Walcherse gemeenten Arnemuiden, Nieuw- en Sint Joosland en Ritthem en in de Zuid-Bevelandse gemeente 's-Heer Arendskerke.
In 1954 werden de Arnemuidse en Nieuwlandse gedeelten van het Sloe toebedeeld aan 's-Heer Arendskerke, zodat de Quarlespolder en de Sloedam in één gemeente kwamen te liggen. In juli 1966 werden de schorren van het Zuid-Sloe overgeheveld naar de nieuw gevormde gemeente Vlissingen. Bij de gemeentelijke herindeling van Zuid-Beveland in 1970 werd het noordelijke deel van 's-Heer Arendskerke (met daarin de Sloedam) ingedeeld bij Goes, terwijl het zuidelijk deel naar Borsele ging. In 1997 schoof men de gemeentegrens ter hoogte van de A58 een paar meter naar het oosten met de bedoeling het Sloemonument tot één gemeente, c.q. Middelburg te laten horen.

## Restanten van het Sloe
- Het noordelijke deel van het Sloe tot aan de Muidenweg. Het dient nu als jachthaven.
- De Sloekreek, die ten westen van de Zeedijk van de Jacobpolder loopt. Deze zeedijk gelegen in de Quarlespolder was de meest westelijke primaire waterkering van Zuid-Beveland, al was er wel sprake van schorren en slikken in het Sloe.